# Zak Cummings
Zak Cummings (Irving, 2 de agosto de 1984) é um lutador americano de artes marciais mistas, que atualmente compete no Peso Meio Médio do Ultimate Fighting Championship.

## Carreira no MMA

### Começo da carreira
Cummings fez sua estréia profissional no MMA em Novembro de 2007. Ele se manteve invicto pelo primeiro um ano e meio de sua carreira, se tornando 10–0 durante esse período, com a maioria de suas vitórias sendo por nocaute técnico ou finalização.
Essa impressionante sequência lhe deu uma chance no Strikeforce. Ele enfrentou Tim Kennedy no evento principal do Strikeforce Challengers: Kennedy vs. Cummings, mas perdeu por finalização no segundo round.
Após o Strikeforce, Cummings lutou em diversas organizações independentes e fez uma aparição no Bellator MMA. Ele adicionou mais 5 vitórias e 2 derrotas para seu cartel durante esse tempo.

### The Ultimate Fighter
Em Janeiro de 2013, foi revelado que Cummings foi membro do The Ultimate Fighter: Team Jones vs. Team Sonnen. Ele venceu a luta preliminar sobre Nik Fekete com um rápido nocaute técnico. Cummings foi selecionado para a Equipe Sonnen como sua terceira escolha (quinta no total).
Cummings enfrentou Dylan Andrews no round de eliminação. Ele perdeu por decisão majoritária.

### Ultimate Fighting Championship
Cummings fez sua estréia promocional contra Ben Alloway em 28 de Agosto de 2013 no UFC Fight Night: Condit vs. Kampmann II. Ele venceu a luta por finalização no primeiro round. Ele ganhou o prêmio de Finalização da Noite.
Cummings era esperado para enfrentar Sérgio Moraes em 30 de Novembro de 2013 no The Ultimate Fighter: Team Rousey vs. Team Tate Finale. Porém, Cummings e Moraes tiveram que se retirar da luta e foram substituídos por Sean Spencer e Drew Dober respectivamente.
Cummings era esperado para enfrentar o estreante promocional Alberto Mina em 1 de Março de 2014 no UFC Fight Night: Kim vs. Hathaway. Porém, na pesagem do evento, Cummings pesou oito pounds acima do limite dos meio médios. Aconselhado por seus técnicos, Mina não aceitou a luta em peso casado, então a luta foi cancelada do evento.
Cummings enfrentou Yan Cabral em 10 de Maio de 2014 no UFC Fight Night: Brown vs. Silva. Ele venceu a luta por decisão unânime.
Cummings era esperado para enfrentar Kenny Robertson em 16 de Julho de 2014 no UFC Fight Night: Cerrone vs. Miller. Porém, a promoção moveu Cummings para a luta contra Gunnar Nelson em 19 de Julho de 2014 no UFC Fight Night: McGregor vs. Brandão. Ele foi derrotado por finalização com um mata leão no segundo round.
Cummings era esperado para enfrentar o brasileiro Antônio Braga Neto em 25 de Julho de 2015 no UFC on Fox: Dillashaw vs. Barão II. No entanto, uma lesão tirou Braga Neto da luta com uma lesão e foi substituído por Dominique Steele, e Cummings o venceu ainda nos primeiros segundos de luta por nocaute técnico.
Cummings enfrentou Nicolas Dalby em 10 de abril de 2016 no UFC Fight Night: Rothwell vs. dos Santos substituindo Bartosz Fabiński. Ele venceu por decisão unânime.
Cummings enfrentou o argentino Santiago Ponzinibbio em 6 de agosto de 2016 no UFC Fight Night: Rodríguez vs. Caceres. Ele perdeu por decisão unânime.
Cummings enfrentou Alexander Yakovlev no UFC Fight Night: Mousasi vs. Hall 2 em 19 de novembro de 2016. Ele venceu por finalização no segundo round.
Cummings enfrentou Nathan Coy no UFC on Fox: Johnson vs. Reis em 15 de abril de 2017. Ele venceu por finalização técnica com uma guilhotina no primeiro round.

## Vida Pessoal
Em 2009, Cummings estava em seu último ano na Missouri State University, com especialização em exercícios e ciência do movimento. Na época ele trabalhava em um hospital.

## Campeonatos e realizações
- Ultimate Fighting Championship
  - Finalização da Noite (Uma vez)

- Midwest Cage Championships
  - Título Peso Médio (Uma vez)

## Cartel no MMA
| Cartel no MMA   |             |            |
| 31 lutas        | 24 vitórias | 7 derrotas |
| Por nocaute     | 5           | 0          |
| Por finalização | 12          | 2          |
| Por decisão     | 7           | 5          |

| Res.    | Cartel | Oponente             | Método                                  | Evento                                        | Data       | Round | Tempo | Local                  | Notas                                          |
| ------- | ------ | -------------------- | --------------------------------------- | --------------------------------------------- | ---------- | ----- | ----- | ---------------------- | ---------------------------------------------- |
| Vitória | 24-7   | Alessio Di Chirico   | Decisão (unânime)                       | UFC Fight Night: Smith vs. Rakić              | 29/08/2020 | 3     | 5:00  | Las Vegas, Nevada      |                                                |
| Derrota | 23-7   | Omari Akhmedov       | Decisão (unânime)                       | UFC 242: Khabib vs. Poirier                   | 07/09/2019 | 3     | 5:00  | Abu Dhabi              |                                                |
| Vitória | 23-6   | Trevin Giles         | Finalização (guilhotina)                | UFC Fight Night: dos Anjos vs. Lee            | 18/05/2019 | 3     | 4:01  | Rochester              |                                                |
| Vitória | 22-6   | Trevor Smith         | Decisão (unânime)                       | UFC on Fox: Lee vs. Iaquinta II               | 15/12/2018 | 3     | 5:00  | Milwaukee, Wisconsin   | Estreia nos Médios.                            |
| Derrota | 21-6   | Michel Prazeres      | Decisão (dividida)                      | UFC Fight Night: Maia vs. Usman               | 19/05/2018 | 3     | 5:00  | Santiago               |                                                |
| Vitória | 21-5   | Nathan Coy           | Finalização Técnica (guilhotina)        | UFC on Fox: Johnson vs. Reis                  | 15/04/2017 | 1     | 4:21  | Kansas City, Missouri  |                                                |
| Vitória | 20-5   | Alexander Yakovlev   | Finalização (kimura)                    | UFC Fight Night: Mousasi vs. Hall II          | 19/11/2016 | 2     | 4:02  | Belfast                |                                                |
| Derrota | 19-5   | Santiago Ponzinibbio | Decisão (unânime)                       | UFC Fight Night: Rodríguez vs. Caceres        | 06/08/2016 | 3     | 5:00  | Salt Lake City, Utah   |                                                |
| Vitória | 19-4   | Nicolas Dalby        | Decisão (unânime)                       | UFC Fight Night: Rothwell vs. dos Santos      | 10/04/2016 | 3     | 5:00  | Zagreb                 |                                                |
| Vitória | 18-4   | Dominique Steele     | Nocaute Técnico (socos)                 | UFC on Fox: Dillashaw vs. Barão II            | 25/07/2015 | 1     | 0:43  | Chicago, Illinois      |                                                |
| Derrota | 17-4   | Gunnar Nelson        | Finalização (mata leão)                 | UFC Fight Night: McGregor vs. Brandão         | 19/07/2014 | 2     | 4:48  | Dublin                 |                                                |
| Vitória | 17–3   | Yan Cabral           | Decisão (unânime)                       | UFC Fight Night: Brown vs. Silva              | 10/05/2014 | 3     | 5:00  | Cincinnati, Ohio       |                                                |
| Vitória | 16–3   | Ben Alloway          | Finalização (estrangulamento d'arce)    | UFC Fight Night: Condit vs. Kampmann II       | 28/08/2013 | 1     | 4:19  | Indianapolis, Indiana  | Estréia nos Meio Médios; Finalização da Noite. |
| Vitória | 15–3   | Brandon Newsome      | Finalização (guilhotina)                | Slay Marketing: Fight Night Returns           | 24/03/2012 | 1     | 2:38  | Springfield, Missouri  |                                                |
| Vitória | 14–3   | Lamont Stafford      | Finalização (mata-leão)                 | Slay Marketing                                | 11/02/2012 | 1     | 1:46  | Springfield, Missouri  |                                                |
| Derrota | 13–3   | Ryan Jimmo           | Decisão (unânime)                       | MFC 29                                        | 08/04/2011 | 5     | 5:00  | Windsor, Ontario       | Pelo Título Meio Pesado do MFC.                |
| Vitória | 13–2   | Jonathan Smith       | Nocaute Técnico (socos)                 | SMMA: The Proving Ground                      | 19/12/2011 | 1     | 0:50  | Springfield, Missouri  |                                                |
| Vitória | 12–2   | Dennis Reed          | Finalização (chave de braço)            | XCF 13: Cummings vs. Reed                     | 18/09/2010 | 1     | 0:58  | Springfield, Missouri  |                                                |
| Vitória | 11–2   | Rudy Bears           | Finalização (estrangulamento d'arce)    | Bellator 26                                   | 26/08/2010 | 1     | 1:27  | Kansas City, Missouri  |                                                |
| Derrota | 10–2   | Elvis Mutapcic       | Decisão (unânime)                       | Midwest Cage Championships 27                 | 11/06/2010 | 5     | 5:00  | Des Moines, Iowa       | Pelo Título Peso Médio do MCC.                 |
| Derrota | 10–1   | Tim Kennedy          | Finalização (estrangulamento norte-sul) | Strikeforce Challengers: Kennedy vs. Cummings | 25/09/2009 | 2     | 2:43  | Tulsa, Oklahoma        |                                                |
| Vitória | 10–0   | Dominic Brown        | Nocaute Técnico (socos)                 | FM - Productions                              | 09/05/2009 | 1     | 2:19  | Springfield, Missouri  |                                                |
| Vitória | 9–0    | Terry Martin         | Decisão (dividida)                      | XCF - Rumble in Racetown 1                    | 14/02/2009 | 3     | 5:00  | Daytona Beach, Florida |                                                |
| Vitória | 8–0    | Cole Jennet          | Finalização (pressão no pescoço)        | MCC 17 - Thanksgiving Throwdown               | 26/11/2008 | 1     | 2:11  | West Des Moines, Iowa  | Ganhou o Título Peso Médio do MCC.             |
| Vitória | 7–0    | Leo Pla              | Nocaute Técnico (socos)                 | FM - Productions                              | 13/09/2008 | 2     | 3:48  | Springfield, Missouri  |                                                |
| Vitória | 6–0    | Danny Anderson       | Decisão (unânime)                       | MCC 15 - Lights Out!                          | 25/07/2008 | 3     | 5:00  | Des Moines, Iowa       |                                                |
| Vitória | 5–0    | Jason Broom          | Nocaute Técnico (socos)                 | ISCF - Brawl at the Hall                      | 09/05/2008 | 2     | 2:21  | Joplin, Missouri       |                                                |
| Vitória | 4–0    | Victor Moreno        | Finalização (chave de tornozelo)        | MCC 13 - Contenders                           | 25/04/2008 | 2     | 2:19  | Urbandale, Iowa        |                                                |
| Vitória | 3–0    | James Bunch          | Finalização (guilhotina)                | FM - Productions                              | 18/04/2008 | 2     | 1:34  | Rolla, Missouri        |                                                |
| Vitória | 2–0    | Rudy Bears           | Finalização (mata-leão)                 | FM - Productions                              | 01/02/2008 | 3     | 2:08  | Rolla, Missouri        |                                                |
| Vitória | 1–0    | Ron Jackson          | Decisão (unânime)                       | TFC 10 - Battlestar                           | 28/11/2007 | 3     | N/A   | Kansas City, Kansas    |                                                |